# Carapa guianensis
Carapa guianensis Aubl., 1775 è una specie della famiglia delle Meliaceae.
L'albero cresce nella regione amazzonica, nell'America centrale e nei Caraibi. È un albero alto con fogliame denso, che di solito cresce nella foresta pluviale tropicale lungo il bordo dei fiumi. Il legno ricorda il mogano e viene utilizzato in mobili di qualità.
L'olio di semi viene usato nella medicina tradizionale e come repellente per insetti.

## Olio

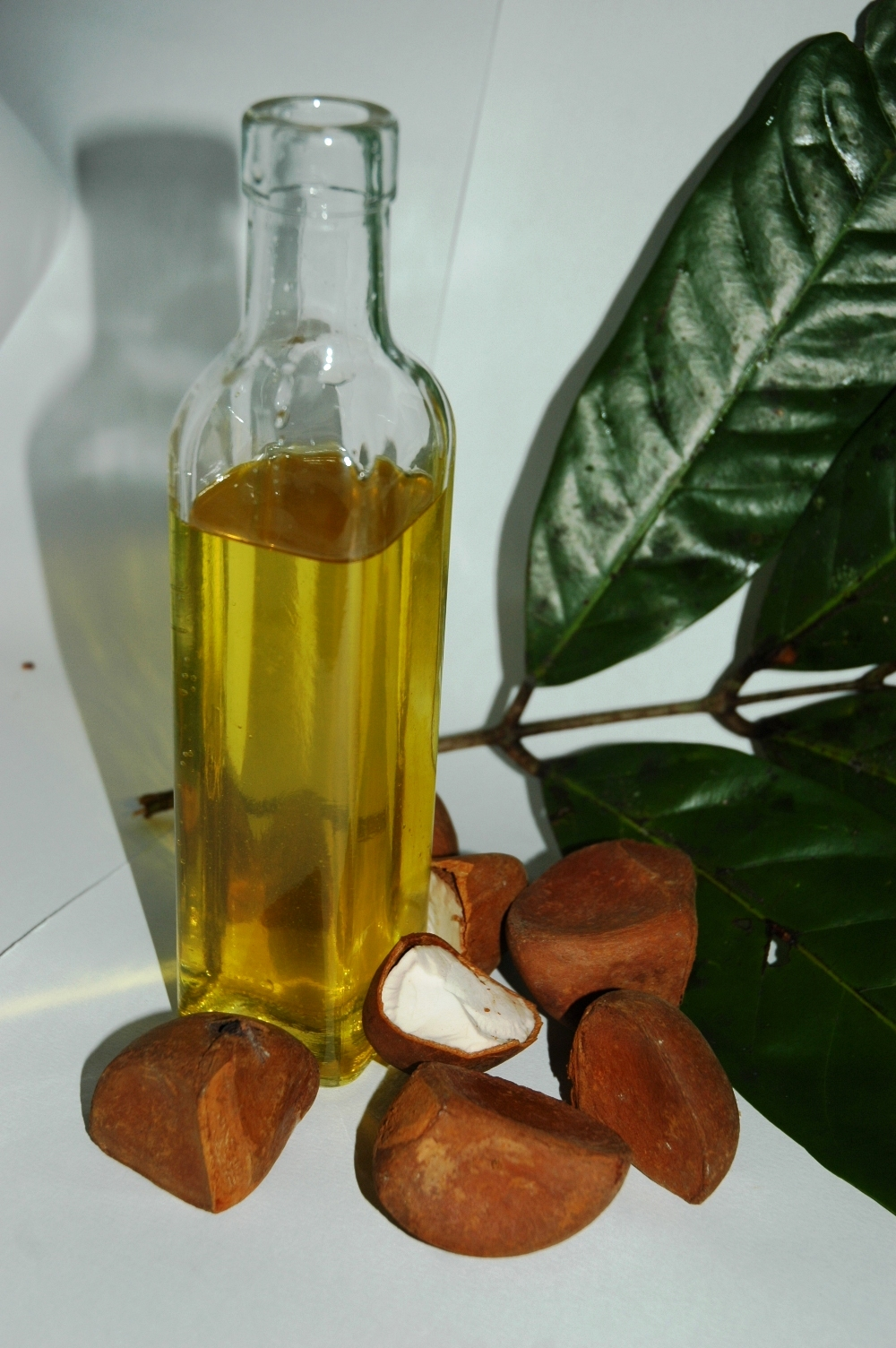
Olio vergine Andiroba

L'olio contenuto nella mandorla di andiroba, noto come olio di granchio o olio di carap, è giallo chiaro ed estremamente amaro. Se sottoposto a una temperatura inferiore a 25 °C si solidifica, con una consistenza simile a quella della vaselina. Contiene oleina, palmitina e glicerina.
L'olio è utilizzato in Brasile per proteggere i mobili dalle termiti e da altri insetti xilofagi. L'Andiroba è originaria dell'Amazzonia ed è ampiamente utilizzata dalle popolazioni indigene della regione settentrionale del Brasile. L'olio e i grassi della mandorla vengono estratti e utilizzati per la produzione di repellenti per insetti e composti per la medicina tradizionale.